# I'm Your Angel
I'm Your Angel è un brano interpretato da Céline Dion e R. Kelly per l'album These Are Special Times della cantante canadese e inserito anche nell'album R. di Kelly. La canzone scritta e prodotta dallo stesso R. Kelly, fu rilasciata negli Stati Uniti il 25 settembre 1998 come primo singolo promozionale dell'album, mentre nel resto del mondo fu pubblicata due mesi dopo.
I'm Your Angel ottenne un ottimo successo commerciale raggiungendo il primo posto negli Stati Uniti e ottenendo il disco di platino dalla RIAA. Il singolo raggiunse la top 5 anche nel Regno Unito.

## Contenuti e pubblicazioni
I'm Your Angel è una canzone scritta, prodotta e arrangiata dal cantautore statunitense R. Kelly per These Are Special Times (1998), primo album natalizio in lingua inglese della cantante canadese Céline Dion. Il brano fu registrato in duetto con lo stesso Kelly e poi successivamente inserito nell'album di quest'ultimo, R. (1998).
La canzone fu pubblicata il 25 settembre 1998 negli Stati Uniti come primo singolo dell'album della Dion e come terzo singolo dell'album di Kelly. Nel resto del mondo il singolo fu rilasciato nel novembre 1998. I'm Your Angel fu distribuito nel mercato discografico su CD singolo insieme ad altri brani come S'il suffisait d'aimer di Céline Dion o I Can't Sleep Baby (If I) di R. Kelly.
La canzone è stata inclusa più tardi nei greatest hits della Dion: All the Way... A Decade of Song e My Love: Essential Collection ed è apparsa anche nella compilation di R. Kelly del 2003, The R. in R&B Collection, Vol. 1.

## Videoclip musicale
Il videoclip musicale di I'm Your Angel, diretto da Bille Woodruff, fu presentato per la prima volta il 19 ottobre 1998. Del video ci sono due versioni: una che mostra entrambi gli artisti nello studio di registrazione mentre la seconda versione mostra due scenari diversi dove gli artisti interpretano il brano separatamente. Quest'ultima è stata inclusa nella raccolta DVD della Dion All the Way ... A Decade of Song & Video. Nel videoclip è presente anche la figlia di R. Kelly, Joann.
Il 14 gennaio 2019, la direzione di Céline fece rimuovere il video musicale da tutti i canali di streaming, a causa delle accuse di cattiva condotta e abusi sessuali ricevuti dal cantautore statunitense.

## Recensioni da parte della critica
Il singolo cantato in duetto da Céline Dion e R. Kelly ottenne un'ottima accoglienza da parte della critica. Chuck Taylor di Billboard elogiò il brano scrivendo:"questa ballad meravigliosamente contenuta si diletta con le più graziose esibizioni vocali che questi artisti hanno mai offerto alla radio... ciò che alza il tetto è l'elegante ed epica base strumentale della melodia che include archi ampi, un coro pieno di soul e una percussione dolce ma determinata... I'm Your Angel vende grandi cose al bridge, dove la strumentazione si interrompe e Kelly e la Dion si armonizzano in una chiave minore meravigliosa - la canzone rende davvero". In una recensione dell'album R. del rapper statunitense, su LAUNCH Yahoo fu scritto: "La ballad per battere tutte le altre è il duetto con Céline Dion, I'm Your Angel, che se non fosse stata pubblicata nella stessa settimana, avrebbe senza dubbio superato le classifiche". Stephen Thomas Erlewine di AllMusic definì la canzone "una ballad impennata".
Altre recensioni furono meno positive come quella di Chris Willman, che scrisse su Entertainment Weekly:"N.1, la più seria interpretazione di Dion sull'era Vietnam di Lennon è l'urlatore. N. 2, il suo duetto con R. Kelly, I'm Your Angel, è una fetta squishy-hearted pseudo gospel che potrebbe essere meglio chiamato come "Tocco di un Marketing VP". Su EW David Browne scrisse:"Con il tempo R. si conclude - con I Believe I Can Fly e I'm Your Angel, un duetto "cintura per numero" con Dion - Kelly ha realizzato il suo sogno crossover". Rob Sheffield di Rolling Stone recensì:"Ogni guest star che entra nel salotto di Kelly emerge meglio dopo l'esperienza - anche Céline Dion, la petizione umana anti-NAFTA, il cui ballo sullo speciale VH1 Divas ha gridato per controlli sul visto più rigidi sul lavoro."

## Successo commerciale e riconoscimenti
Il singolo raggiunse il primo posto nella classifica statunitense Billboard Hot 100, dove rimase per sei settimane consecutive. La canzone fino ad oggi è l'ultima hit di entrambi gli artisti salita alla prima posizione della Billboard Hot 100. Il singolo trascorse anche dodici settimane consecutive alla numero uno della Billboard Hot Adult Contemporary Tracks. I'm Your Angel raggiunse anche la Billboard Hot R&B/Hip-Hop Songs, occupando la quinta posizione della classifica. Il singolo vendette oltre 1 550 000 copie solo negli Stati Uniti e fu certificato disco di platino dalla RIAA.
In Canada il brano raggiunse la numero undici della RPM 100 Hit Tracks. Fece meglio nella RPM Adult Contemporary Tracks posizionandosi alla numero uno. Il singolo rimase nella top 10 per quindici settimane consecutive.
I'm Your Angel raggiunse la terza posizione nel Regno Unito mentre nel resto d'Europa e del mondo si posizionò nelle top 10 diː Nuova Zelanda (numero 5), Svizzera (numero 7), Islanda (numero 7), Polonia (numero 7), Irlanda (numero 8), Paesi Bassi (numero 8), Grecia (numero 10) e Svezia (numero 10).
Il singolo fu certificato disco d'oro in Australia per le 35 000 copie vendute e disco d'argento nel Regno Unito per aver venduto 200 000 copie.
Il singolo ricevette una nomination alla 41ª edizione dei Grammy Award nella categoria Miglior collaborazione vocale pop, vinta da I Still Have That Other Girl di Elvis Costello e Burt Bacharach.

## Interpretazioni dal vivo
I'm Your Angel è stato interpretato dal vivo durante le tournée mondiali di Céline: Let's Talk About Love Tour (registrato e pubblicato sul DVD Au cœur du stade) e Taking Chances World Tour.
Nel 1998 Céline presentò il brano durante una puntata del programma musicale britannico Top of the Pops. Durante il Millennium Concert tenutosi il 31 dicembre 1999 al Molson Centre di Montréal, Céline duettò su  I'm Your Angel con il cantante canadese Garou.

## Formati e tracce
CD Singolo Promo (Australia; Messico) (Epic: SAMP 2046)
1. I'm Your Angel (Radio Edit) – 4:49 (Robert Sylvester Kelly)
2. I'm Your Angel (LP Version) – 5:31 (Kelly)

CD Singolo (Australia) (Epic: 666650 2)
1. Céline Dion & R. Kelly – I'm Your Angel – 4:49 (Kelly)
2. R. Kelly – I Can't Sleep Baby (If I) – 5:34 (Kelly)
3. Céline Dion – Christmas Eve – 4:17 (Curt Frasca, Maria Christensen)
4. Céline Dion – S'il suffisait d'aimer – 3:34 (Jean-Jacques Goldman)

CD Singolo (Canada; Regno Unito) (Epic: 6666282)
1. Céline Dion & R. Kelly – I'm Your Angel (Radio Edit) – 4:49 (Kelly)
2. R. Kelly – I Can't Sleep Baby (If I) – 5:31 (Kelly)
3. Céline Dion – To Love You More (Tony Moran's I'll Be... Waiting Vocal) – 10:10 (testo: Junior Miles – musica: David Foster)

CD Singolo Promo (Europa) (Columbia: SAMPCS 6191)
1. I'm Your Angel (feat. R. Kelly) – 4:49 (Kelly)

CD Singolo (Europa) (Columbia: COL 666591 1)
1. I'm Your Angel (feat. R. Kelly) (Radio Version) – 4:49 (Kelly)
2. S'il suffisait d'aimer – 3:35 (Goldman)

CD Maxi Singolo (Europa) (Columbia: COL 666591 2)
1. I'm Your Angel (feat. R. Kelly) (Radio Version) – 4:49 (Kelly)
2. S'il suffisait d'aimer – 3:35 (Goldman)
3. I Can't Sleep Baby (If I) – 5:31 (Kelly)

CD Singolo Promo (Giappone) (Epic: QDCA 93197 )
1. I'm Your Angel (feat. R. Kelly) (Radio Edit) – 4:50 (Kelly)
2. I'm Your Angel (feat. R. Kelly) (Album Version) – 5:32 (Kelly)

CD Mini Singolo (Giappone) (Epic: ESDA 7178)
1. Céline Dion & R. Kelly – I'm Your Angel (feat. R. Kelly) – 4:51 (Kelly)
2. R. Kelly – I Can't Sleep Baby (If I) – 5:32 (Kelly)
3. Céline Dion – Christmas Eve – 4:16 (Frasca, Christensen)

CD Singolo Promo (Messico; Regno Unito) (Epic: PRCD 97481; Epic: XPCD 2308)
1. I'm Your Angel (Radio Version) – 4:49 (Kelly)
2. I'm Your Angel (LP Version) – 5:31 (Kelly)

CD Singolo (Regno Unito) (Epic: 666628 5)
1. Celine Dion & R. Kelly – I'm Your Angel (Radio Edit) – 4:49 (Kelly)
2. Céline Dion – Je crois toi – 5:05 (Goldman)
3. Céline Dion – My Heart Will Go On (Love Theme From Titanic) – 4:40 (testo: Will Jennings – musica: James Horner)

CD Singolo Promo (Stati Uniti) (Jive: JDJ-42557-2)
1. I'm Your Angel (Radio Version) – 4:49 (Kelly)
2. I'm Your Angel (LP Version) – 5:31 (Kelly)

CD Singolo (Stati Uniti) (Jive: 01241-42557-2)
1. R. Kelly & Céline Dion – I'm Your Angel – 5:31 (Kelly)

LP Singolo 12" (Stati Uniti) (Jive: 01241-42560-1)
1. Céline Dion & R. kelly – I'm Your Angel – 5:31 (Kelly)
2. Céline Dion & R. kelly – I'm Your Angel – 5:31 (Kelly)

MC Singolo (Regno Unito) (Epic: 666628 4)
1. I'm Your Angel (feat. R. Kelly) (Radio Edit) – 4:49 (Kelly)
2. R. Kelly – I Can't Sleep Baby (If I) – 5:31 (Kelly)
3. Céline Dion – Je crois toi – 5:05 (Goldman)

MC Singolo (Stati Uniti) (Jive: 01241-42557-4)
1. Céline Dion & R. kelly – I'm Your Angel – 5:31 (Kelly)
2. Céline Dion & R. kelly – I'm Your Angel – 5:31 (Kelly)

## Classifiche

### Classifiche settimanali
| Classifica (1998-1999)                                 | Posizione massima raggiunta |
| ------------------------------------------------------ | --------------------------- |
| Australia (ARIA)                                       | 31                          |
| Austria (Ö3 Austria Top 40)                            | 13                          |
| Belgio Fiandre (Ultratop 50)                           | 26                          |
| Belgio Vallonia (Ultratop 50)                          | 33                          |
| Canada (RPM 100 Hit Tracks)                            | 11                          |
| Canada (RPM Adult Contemporary Tracks)                 | 1                           |
| Europa (Eurochart Hot 100 Singles)                     | 5                           |
| Francia (SNEP)                                         | 97                          |
| Germania (Media Control Charts)                        | 14                          |
| Grecia (IFPI Greece)                                   | 10                          |
| Irlanda (IRMA)                                         | 8                           |
| Islanda (Íslenski Listinn Topp 40)                     | 7                           |
| Norvegia (VG-lista)                                    | 11                          |
| Nuova Zelanda (The Official NZ Music Charts)           | 5                           |
| Paesi Bassi (Dutch Top 40)                             | 8                           |
| Paesi Bassi (Single Top 100)                           | 9                           |
| Polonia (ZPAV)                                         | 7                           |
| Québec (ADISQ)                                         | 5                           |
| Regno Unito (Official Singles Chart Top 100)           | 3                           |
| Scozia (Official Scottish Singles Sales Chart Top 100) | 7                           |
| Stati Uniti (Billboard Adult R&B Airplay)              | 31                          |
| Stati Uniti (Billboard Adult Top 40)                   | 28                          |
| Stati Uniti (Billboard Hot 100)                        | 1                           |
| Stati Uniti (Billboard Hot 100 Airplay)                | 22                          |
| Stati Uniti (Billboard Hot Adult Contemporary Tracks)  | 1                           |
| Stati Uniti (Billboard Hot R&B/Hip-Hop Songs)          | 5                           |
| Stati Uniti (Billboard Mainstream Top 40)              | 17                          |
| Svezia (Sverigetopplistan)                             | 10                          |
| Svizzera (Schweizer Hitparade)                         | 7                           |
| Ungheria (Rádiós Top 40)                               | 15                          |

### Classifiche di fine anno
| Classifica (1998)                                        | Posizione |
| -------------------------------------------------------- | --------- |
| Australia (ARIA)                                         | 72        |
| Canada (RPM's Top 100 Adult Contemporary Tracks of 1998) | 22        |
| Paesi Bassi (Dutch Top 40)                               | 126       |
| Regno Unito (Official Singles Chart Top 100)             | 62        |
| Svezia (Sverigetopplistan)                               | 70        |
| Classifica (1999)                                        | Posizione |
| Canada (RPM 1999 Top 100 Hit Tracks)                     | 92        |
| Canada (RPM 1999 Top 100 Adult Contemporary)             | 25        |
| Europa (Eurochart Hot 100 Singles 1999)                  | 97        |
| Paesi Bassi (Jaaroverzichten Single 1999)                | 72        |
| Paesi Bassi (Dutch Top 40)                               | 106       |
| Stati Uniti (Billboard Hot 100 Singles)                  | 16        |
| Stati Uniti (Billboard Hot 100 Singles Sales)            | 3         |
| Stati Uniti (Billboard Hot Adult Contemporary Tracks)    | 8         |
| Stati Uniti (Billboard Hot R&B/Hip-Hop Singles & Tracks) | 66        |
| Stati Uniti (Billboard Hot R&B/Hip-Hop Singles Sales)    | 11        |

### Classifiche di fine decennio
| Classifica (1990-1999)                            | Posizione |
| ------------------------------------------------- | --------- |
| Stati Uniti (Billbord Hot 100 Singles of the'90s) | 50        |

## Crediti e personale
Registrazione
- Registrato ai Battery Studios di Chicago (IL); Sudio Morin-Heights di Chicago (IL); Chicago Recording Co. di Chicago (IL); Cove City Sound Studios, L.I. di New York City (NY); The Dream Factory di New York City (NY); Right Track Studios di New York City (NY)
- Masterizzato ai Bernie Grundman Mastering di Hollywood (CA)

Personale
- Arrangiato da - R. Kelly
- Cori - Tawatha Agee, Robert Bowker, Troy Bright, Dennis Collins, Yvonne Gage, Ayana George, Diva Gray, Loris Holland, Nancy Jackson, Latasha Jordon, Lisa Lougheed, Paulette McWilliams, Robert Moe, Jeffrey Morrow, Anthony Ransom, Cathy Richardson, Robin Robinson, Stevie Robinson, Johnny Rutledge, Fonzi Thornton, Rob Trow, Joan Walton, Spencer Washington, Cheryl Wilson, Elizabeth Withers
- Direttore del coro - LaFayette Carthon Jr., Loris Holland
- Ingegnere del suono (assistente) - Chris Brooke, Brian Callicha, Nathan Dean, Bill Douglass, Don Hachey, Jeffrey Lane, Jake Ninan, Jason Stasium, UB Tirado, Jeff Vereb
- Masterizzato da - "Big Bass" Brian Gardner
- Mixato da - Humberto Gatica
- Musica di - R. Kelly
- Orchestra arrangiata e diretta da - Rob Mathes
- Organo Hammond B-3 - Loris Holland
- Produttore - R. Kelly
- Produttore esecutivo - Barry Hankerson
- Programmazione di - Tony Black, Stephen George
- Programmazione aggiuntiva tastiere - Jeff Bova
- Programmazione batteria - Jimmy Bralower, Steve Skinner
- Registrato da - Bob Cadway, Humberto Gatica, Stephen George
- Tastiere - Steve Skinner
- Tastiere (aggiuntivo) - LaFayette Carthon Jr., Loris Holland
- Testi di - R. Kelly

## Cronologia di rilascio
| Paese       | Data             | Formato                          |
| ----------- | ---------------- | -------------------------------- |
| Australia   | 1998             | CD                               |
| Canada      | 1998             | CD                               |
| Europa      | 1998             | CD                               |
| Giappone    | 11 novembre 1998 | CD                               |
| Regno Unito | 1998             | CD • Musicassetta                |
| Stati Uniti | 1998             | CD • Musicassetta • Vinile (12") |